# Bernhard Riemann
Georg Friedrich Bernhard Riemann (ur. 17 września 1826 w Breselenz, Królestwo Hanoweru; zm. 20 lipca 1866 w Selasca koło Verbanii, Włochy) – niemiecki uczony: matematyk, fizyk teoretyczny i doświadczalny oraz filozof przyrody, profesor Uniwersytetu w Getyndze, członek korespondent Berlińskiej Akademii Nauk (1859) i brytyjskiego Royal Society (1866). Miał ogromny wkład w rozwój analizy rzeczywistej i zespolonej, teorii liczb, geometrii różniczkowej oraz topologii.
W analitycznej teorii liczb badał funkcję dzeta (ζ) nazwaną od jego nazwiska. Wysunął na jej temat hipotezę również noszącą jego nazwisko. Uznano to za jeden z najdonioślejszych problemów matematyki – w 1900 roku hipoteza Riemanna zajęła 8. miejsce na liście problemów Hilberta, a w roku 2000 podano ją jako czwarty problem milenijny.
Riemann rozwinął też nieeuklidesową geometrię różniczkową. Opisał m.in. nowy typ przestrzeni – rozmaitości nazwane od jego nazwiska. Wielowymiarowa geometria pseudoriemannowska umożliwiła stworzenie ogólnej teorii względności przez Alberta Einsteina; przykładowo równanie Einsteina pola grawitacyjnego zawiera tensor krzywizny Riemanna.
Riemann miał też wkład w analizę rzeczywistą, harmoniczną i zespoloną; między innymi:
- udowodnił twierdzenie Riemanna o szeregach warunkowo zbieżnych;
- opisał funkcję Riemanna – pierwszy przykład funkcji z gęstym i przeliczalnym zbiorem nieciągłości;
- wprowadził pierwszą ścisłą definicję całki w sensie oznaczonym, przez co obiekt ten nazwano potem całką Riemanna;
- za jej pomocą analizował szeregi trygonometryczne; twierdzenie Riemanna-Lebesgue’a.
- badał funkcje holomorficzne i określone nimi powierzchnie Riemanna.

Riemanna upamiętniają dziesiątki terminów naukowych. Polski uczony Krzysztof Maurin nazwał go największym matematykiem wszystkich czasów.

## Życiorys

### Dzieciństwo

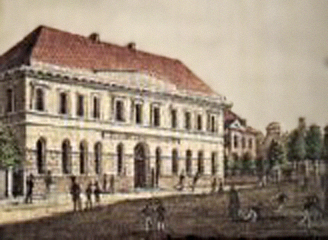
Johanneum Lüneburg, budynek z 1828 lub 1829; obecnie J.-Rabeler-Schule

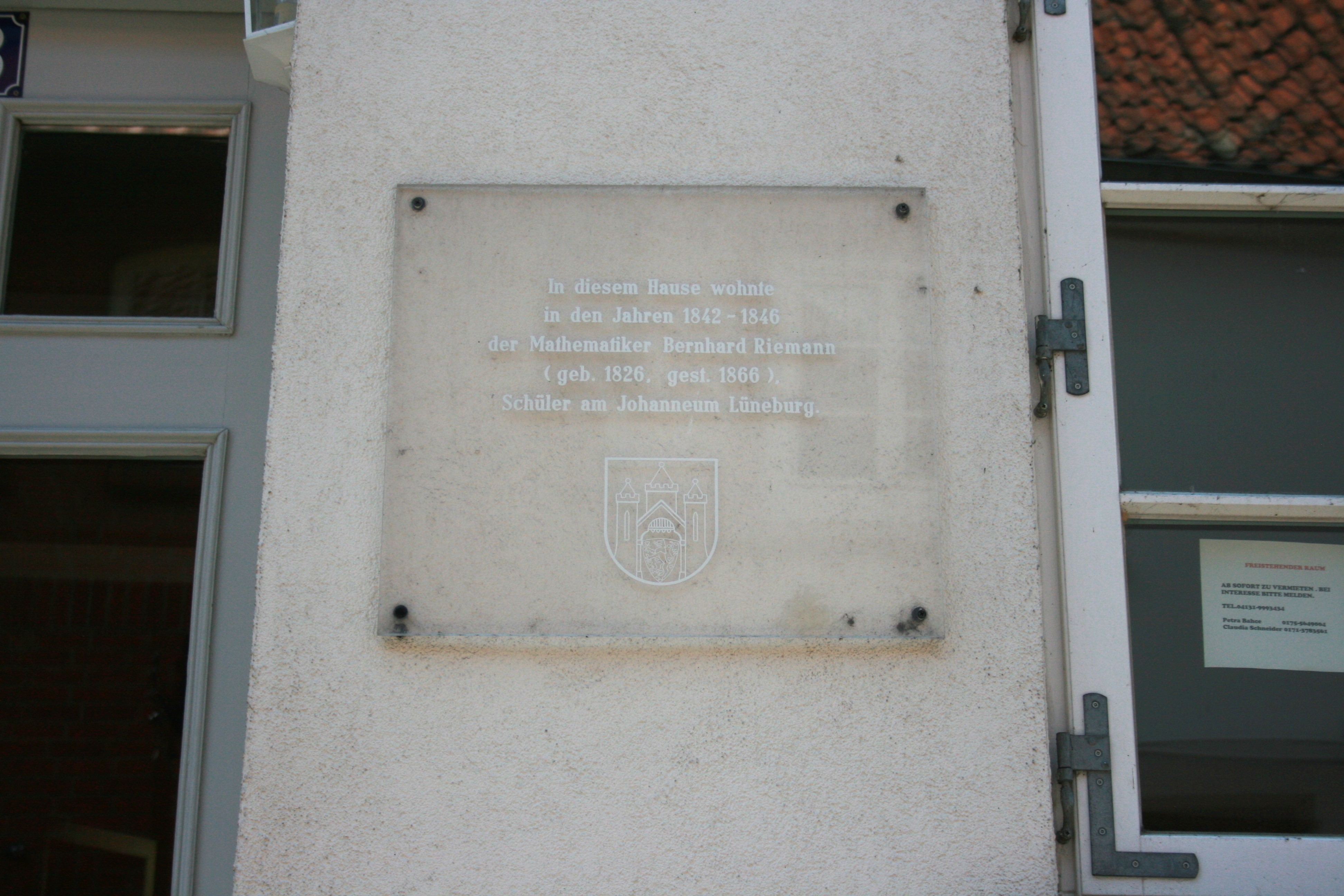
Upamiętnienie miejsca zamieszkania Riemanna (Auf dem Kauf 18)

Bernhard Riemann był synem Charlotty Ebell i Friedricha Bernharda Riemanna, pochodzącego z Meklemburgii ubogiego pastora luterańskiego w Quickborn. Tam spędzał dzieciństwo wraz z pięciorgiem rodzeństwa, odbierając edukację podstawową od ojca. Szybko ujawniły się jego zdolności matematyczne – postępy w dziedzinie arytmetyki i geometrii były tak szybkie, że wkrótce okazała się potrzebna pomoc nauczyciela matematyki o nazwisku Schulz. 
Po konfirmacji (Wielkanoc 1840) wyjechał – wraz ze swoją babką – do Hanoweru, aby kontynuować naukę w szkole. Był łagodny i nieśmiały, okazywał strach przed wystąpieniami publicznymi i nie miał dobrych kontaktów z rówieśnikami (jako człowiek dojrzały pozostał introwertykiem).
Po śmierci babki wstąpił do Johanneum w Lüneburgu, szkoły cieszącej się dobrą opinią, w której przywiązywano wagę do nauki przedmiotów przyrodniczych. W Johanneum uczył się w latach 1842–1846. Dyrektor tej szkoły, matematyk Constantin Schmalfuß, szybko spostrzegł jego wybitne uzdolnienia i zachęcał go do studiowania matematyki, m.in. wypożyczając publikacje Eulera i Legendre'a. Liczącą 859 stron książkę Legendre'a – jeden z najtrudniejszych traktatów o teorii liczb, Théorie des Nombres – Riemann przeczytał w sześć dni. Wątpiąc, czy chłopiec zrozumiał tekst, dyrektor zadał mu parę miesięcy później kilka szczegółowych pytań dotyczących treści książki. Bernhard odpowiedział doskonale. Po śmierci Riemanna Constantin Schmalfuß wspominał m.in.: „nauczyłem się od niego więcej, niż on ode mnie”.
Szkolne lata Riemanna wspominał również jego nauczyciel religii i języka hebrajskiego, dr Gustav Heinrich Seffer. Pisał, że jego ówczesny uczeń miał trudności z płynnym wypowiadaniem się i pisaniem wymaganych esejów na tematy, których natura uniemożliwia przedstawianie całkowicie precyzyjne. Wymagał w tym zakresie dużej pomocy nauczyciela (pomoc tę uzyskał ze strony Seffera).

### Studia

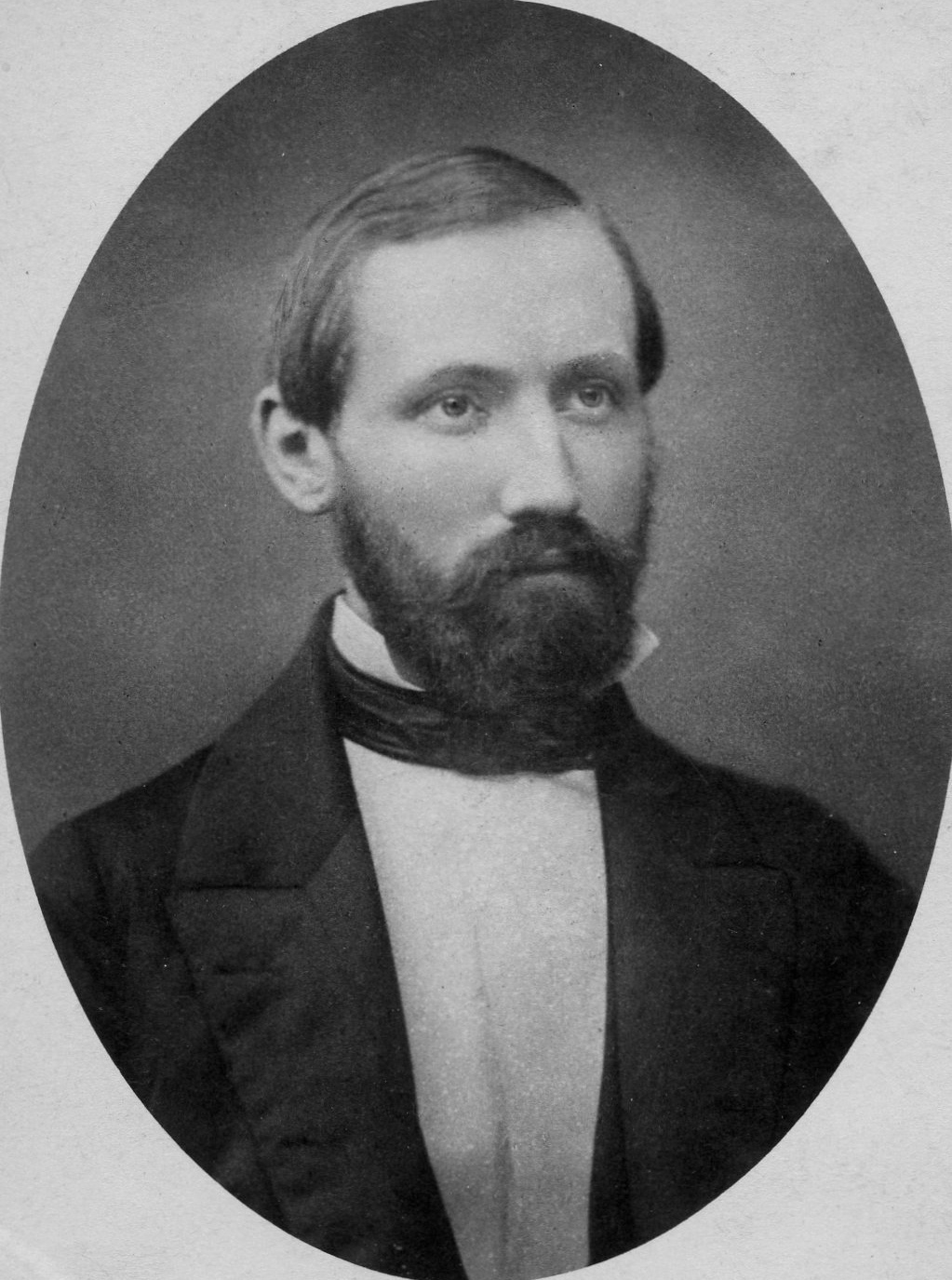
Bernhard Riemann jako student

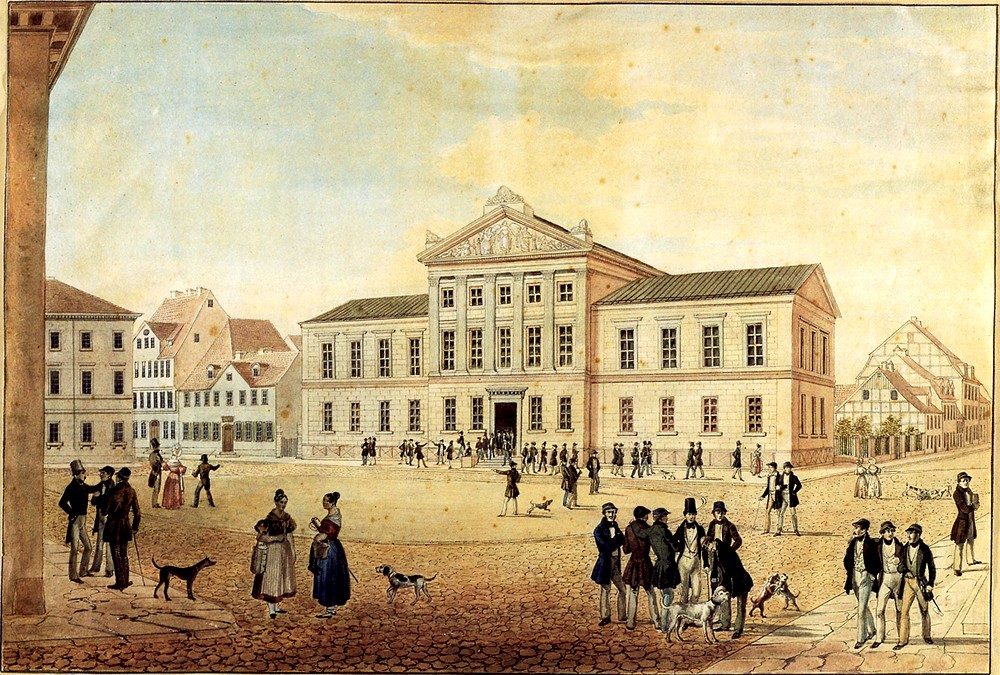
Budynek Uniwersytetu w Getyndze na akwareli Friedricha Besemanna (1837)

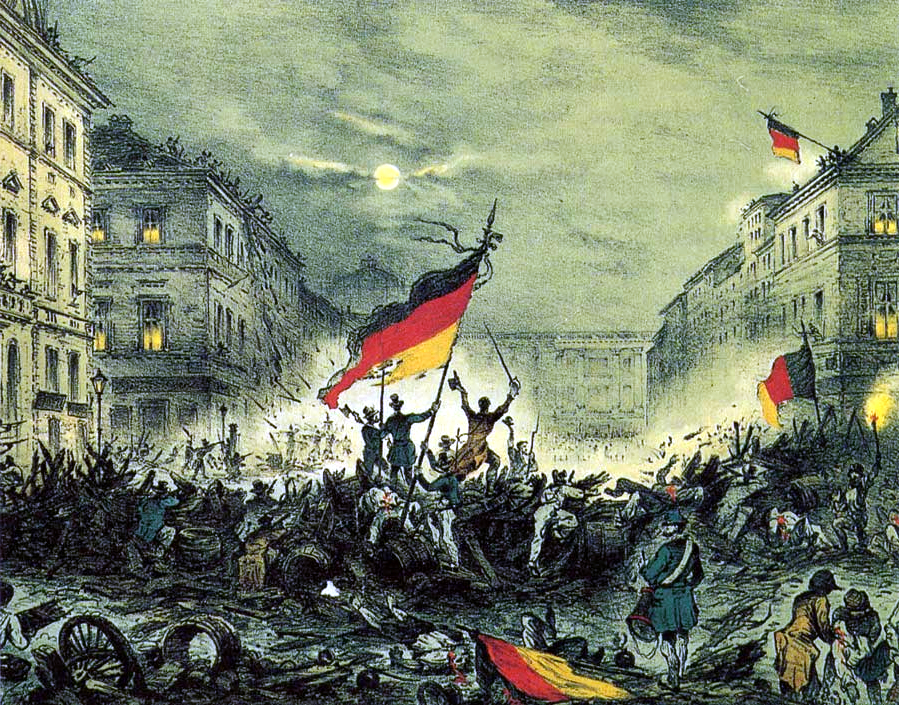
Marzec 1848 w Berlinie

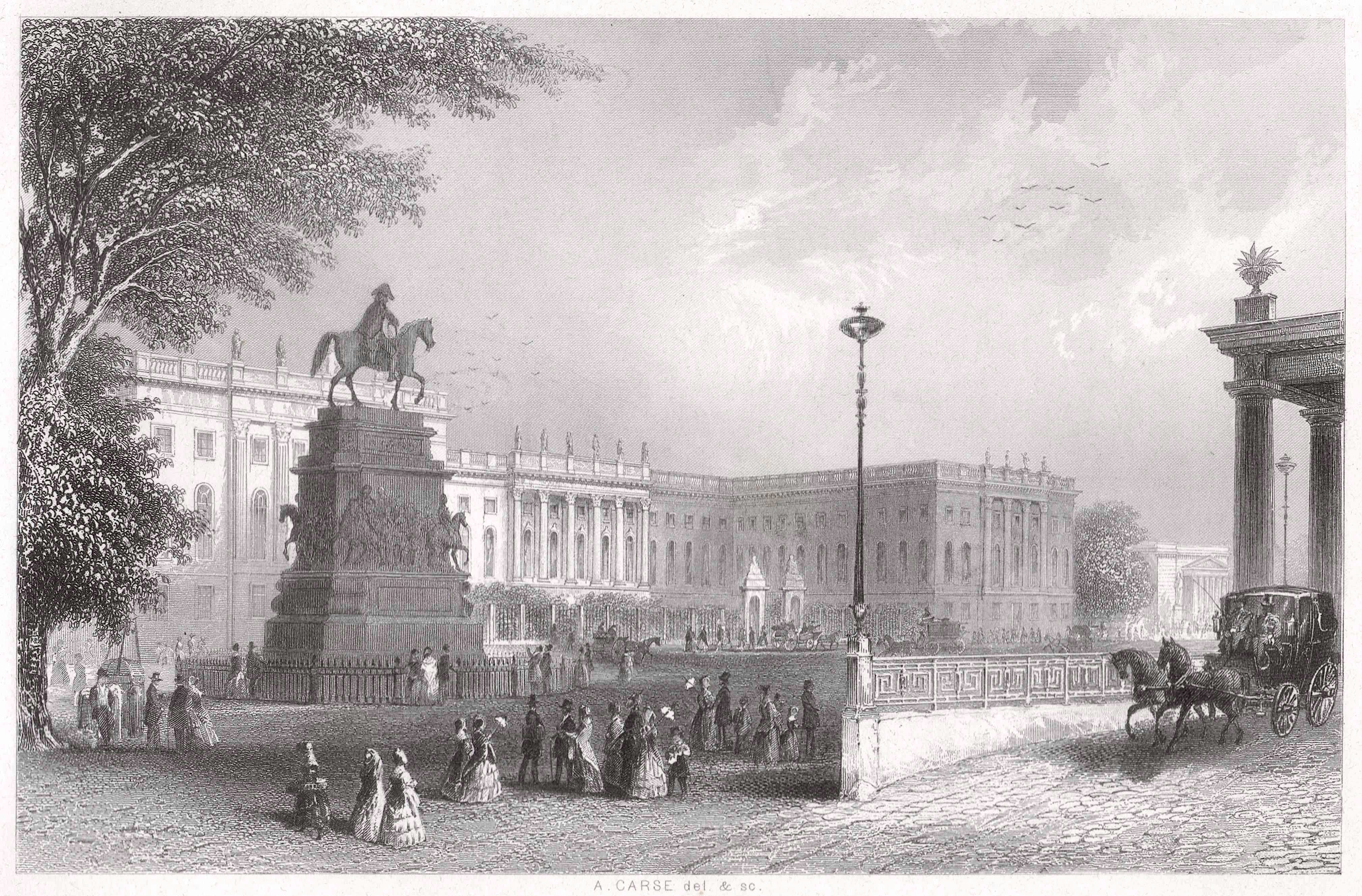
Universität zu Berlin (1850)

Znajdujący się w trudnej sytuacji finansowej pastor Friedrich Riemann zgromadził pieniądze umożliwiające wysłanie syna na Georg-August-Universität Göttingen (Getynga), jednak skłonił go do podjęcia studiów w dziedzinie filologii i teologii (miał nadzieję, że będzie jego następcą i ułatwi utrzymanie rodziny). 
Bernhard Riemann rozpoczął studia w roku 1846. 
Na uniwersytecie – poza kierunkowymi zajęciami – uczęszczał m.in. na wykłady Moritza Sterna (topologia algebraiczna, geometria analityczna, rachunek różniczkowy i całkowy, teoria liczb i inne), C.W.B. Goldschmidta (Carl Wolfgang Benjamin, magnetyzm ziemski), Carla F. Gaussa (m.in. metoda najmniejszych kwadratów). Wkrótce poświęcił się przede wszystkim matematyce. W roku 1847 udał się do Berlina, w którym przebywali wówczas m.in. P.G.L. Dirichlet (teoria liczb, całek i równań różniczkowych cząstkowych), C.G.J. Jacobi (mechanika analityczna, algebra wyższa), Jakob Steiner, Gotthold Eisenstein. Prawdopodobnie w tym czasie (1847–1849), podczas wykładów wielkich matematyków, pojawiły się pierwsze zarysy przyszłych teorii ówczesnego studenta (szczególnie duży wpływ na B. Riemanna miał wówczas prawdopodobnie P.G.L. Dirichlet – nauczyciel i przyjaciel).
Gdy nadeszły dni Wiosny Ludów Bernhard Riemann był członkiem grupy studentów-wolontariuszy (24–25 marca był więziony przez straż w pałacu królewskim).
W roku 1850 rozpoczął w Getyndze pracę doktorską, równocześnie zajmując się zagadnieniami z dziedziny fizyki doświadczalnej i filozofii przyrody. W następnym roku uzyskał stopień doktora na podstawie pracy, która wzbudziła podziw Carla Gaussa (Gesammelte mathematische Werke. Nachträge, pp. 3–43).

### Praca na Uniwersytecie w Getyndze
Rozprawa doktorska na temat funkcji zespolonych pt. Grundlagen für eine allgemeine Theorie der Functionen einer veränderlichen complexen Grösse dotyczyła m.in. możliwości zastosowania metod geometrycznych (zob. np. odwzorowanie równokątne) w teorii funkcji analitycznych (zob. m.in. analiza matematyczna, Leonhard Euler, Augustin Louis Cauchy). Jednak najgłębszym osiągnięciem rozprawy doktorskiej Riemanna była idea ciągłej „powierzchni” składającej się z połączonych płatów zespolonych (zob. Powierzchnia Riemanna). Opisał w niej także funkcje zespolone oraz ich całkowanie niezależnie od Cauchy'ego.
Trzy lata później Riemann przygotował fundamentalne prace, dotyczące: 
- przedstawiania funkcji przy pomocy szeregu trygonometrycznego (badania warunków Dirichleta)
- klasyfikacji wszystkich istniejących rodzajów geometrii (łącznie z nieeuklidesowymi) oraz możliwości tworzenia dowolnej liczby nowych przestrzeni (rozszerzenie teorii Gaussa – zob. krzywizna Gaussa – na przestrzenie wielowymiarowe – zob. rozmaitość riemannowska)

Drugi z tych problemów stał się tematem wykładu habilitacyjnego, wygłoszonego 10 czerwca 1854 roku (dzień uznawany za jeden z najważniejszych w historii matematyki). Został wskazany przez samego Gaussa – „księcia matematyków” (u kresu życia) – którego interesowało, jak przedstawi to absorbujące go trudne zagadnienie tak młody człowiek. Wilhelm Weber (fizyk), u którego w tym czasie Riemann pracował jako asystent (prawdopodobnie nieodpłatnie), wspominał wzruszenie Gaussa, chwalącego głębię myśli młodego, nieśmiałego matematyka, gdy po wykładzie razem wracali do domu.
Rozwiązanie problemu przestrzeni wielowymiarowych przez Riemanna umożliwiło Einsteinowi sformułowanie ogólnej teorii względności (zob. też rozmaitość pseudoriemannowska, czasoprzestrzeń z liczbą wymiarów > 3).  
Po habilitacji Riemann został docentem prywatnym (z wynagrodzeniem 200 talarów) i rozpoczął działalność dydaktyczną. Z powodu swojej nieśmiałości początkowo nie był dobrym wykładowcą, jednak wkrótce nabrał pewności siebie. Nauczył się obserwować mimikę słuchaczy i dostosowywać tempo wykładu do możliwości percepcji studentów. W czasie wykładów często omawiał własne koncepcje, których nie publikował (zostały opublikowane na podstawie studenckich notatek, wiele lat po jego śmierci).
W roku 1855, po śmierci Gaussa, jego stanowisko zajął Dirichlet, który zaproponował nominację Riemanna na profesora nadzwyczajnego, jednak okazał się konieczny jego wyjazd dla poratowania zdrowia (przebywał w Harz z przyjaciółmi, Ritter i Richardem Dedekindami. Wrócił do Getyngi i objął stanowisko w listopadzie 1857 roku (z wynagrodzeniem 300 talarów), a w roku 1859 – po śmierci P.G.L. Dirichleta (przełożonego i przyjaciela) – został zaangażowany jako hochschullehrer (ang. full professor) oraz wybrany na członka korespondenta Berlińskiej Akademii Nauk. W tym krótkim okresie Bernhard Riemann przeżył – poza śmiercią nauczyciela, przełożonego i przyjaciela – odejście kilku członków najbliższej rodziny. Owocną kontynuację rozpoczynanej kariery naukowej (miał wówczas 31 lat) utrudniały też zwiastuny własnej rozwijającej się długotrwałej choroby. W lipcu 1862 roku zachorował na zapalenie opłucnej, co było początkiem serii podobnych załamań zdrowia. Obecnie przypuszcza się, że była to gruźlica, która przed odkryciem jej prątków przez Roberta Kocha była uważana za stan wyczerpania organizmu, związany z przemęczeniem, niedożywieniem i trudnymi warunkami życia (przemijający po odpoczynku w sprzyjających okolicznościach). 
Riemann kilkakrotnie podróżował do Włoch, korzystając z uniwersyteckich urlopów i pomocy finansowej. Nie przerwało to serii załamań zdrowia, które ostatecznie doprowadziły do jego śmierci. W ostatnich latach towarzyszyła mu żona. Zamieszkali w Selasca w pobliżu Intry nad Lago Maggiore, gdzie Riemann nieustannie pracował, głównie w dziedzinie filozofii przyrody. W roku 1866 został uznany za członka Royal Society. Zmarł w tym samym roku (20 lipca). W przeddzień śmierci kontynuował badania mechanizmu słuchu.

### Życie osobiste

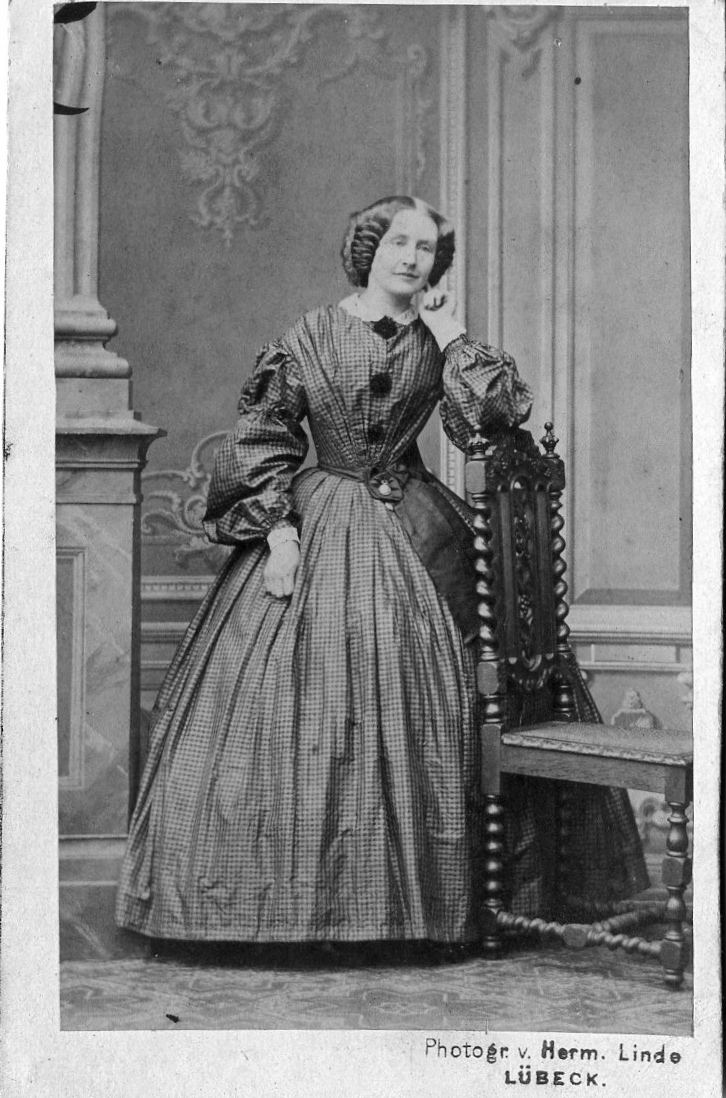
Żona Bernharda Riemanna, Elise z domu Koch (1835–1904)

Bernhard Riemann ożenił się w 3 czerwca 1862 roku z Elise Koch z Körchow (Wielkie Księstwo Meklemburgii-Schwerin). Żona była przyjaciółką jednej z jego sióstr. Mieli jedną córkę.

## Dorobek
Myśli Riemanna były tematem licznych książek i artykułów innych autorów. Wyrazem uznania dla jego dorobku są też starania o powszechną dostępność jego publikacji, m.in. w formie kolekcji, a przede wszystkim zbioru Gesammelte mathematische Werke, wydanego po raz pierwszy w roku 1876 i wielokrotnie wznawianego (np. w roku 2013).
Za życia Riemanna opublikowano 11 jego prac:
- 1851: Grundlagen für eine allgemeine Theorie der Functionen einer veränderlichen complexen Grösse, Inauguraldissertation, Göttingen.
- 1854: Ueber die Gesetze der Vertheilung von Spannungselectricität in ponderabeln Körpern, wenn diese nicht als vollkommene Leiter oder Nichtleiter, sondern als dem Enthalten von Spannungselectricität mit endlicher Kraft widerstrebend betrachtet werden, Amtlicher Bericht über die 31. Versammlung deutscher Naturforscher und Aerzte zu Göttingen im September.
- 1855: Zur Theorie der Nobili'schen Farbenringe, Annalen der Physik und Chemie, 95, 130–139
- 1857: Beiträge zur Theorie der durch die Gauss'sche Reihe F(alpha, beta, gamma, x) darstellbaren Functionen, Abhandlungen der Königlichen Gesellschaft der Wissenschaften zu Göttingen, 7, 3–32.
- 1857: Selbstanzeige: Beiträge zur Theorie der durch die Gauss'sche Reihe F(alpha, beta, gamma, x) darstellbaren Functionen, Göttinger Nachrichten, 6–8.
- 1857: Theorie der Abel'schen Functionen, Journal für die reine und angewandte Mathematik, 54, 101–155.
- 1859: Ueber die Anzahl der Primzahlen unter einer gegebenen Grösse, Monatsberichte der Berliner Akademie, November, 671–680.
- 1859: Selbstanzeige: Ueber die Fortpflanzung ebener Luftwellen von endlicher Schwingungsweite, Göttinger Nachrichten, 192–197.
- 1860: Ueber die Fortpflanzung ebener Luftwellen von endlicher Schwingungsweite, Abhandlungen der Königlichen Gesellschaft der Wissenschaften zu Göttingen, 8, 43–65.
- 1860: Ein Beitrag zu den Untersuchungen über die Bewegung eines flüssigen gleichartigen Ellipsoides, Abhandlungen der Königlichen Gesellschaft der Wissenschaften zu Göttingen, 9, 3–36.
- 1866: Ueber das Verschwinden der Theta-Functionen, Journal für die reine und angewandte Mathematik, 65, 161–172.

Pośmiertnie ukazało się 5 dalszych:
- 1868: Ueber die Darstellbarkeit einer Function durch eine trigonometrische Reihe, Habilitationsschrift, 1854, Abhandlungen der Königlichen Gesellschaft der Wissenschaften zu Göttingen, 13.
- 1868: Ueber die Hypothesen, welche der Geometrie zu Grunde liegen, Habilitationsschrift, 1854, Abhandlungen der Königlichen Gesellschaft der Wissenschaften zu Göttingen, 13.
- 1867: Ein Beitrag zur Elektrodynamik 1858; Annalen der Physik und Chemie, 131, 237-243.
- 1868: Ueber die Fläche vom kleinsten Inhalt bei gegebener Begrenzung, Abhandlungen der Königlichen Gesellschaft der Wissenschaften zu Göttingen, 13.
- Mechanik des Ohres (nieukończona)[19].

## Upamiętnienie
Nazwisko Riemanna noszą terminy naukowe:
- twierdzenie Riemanna-Lebesgue’a,
- powierzchnia Riemanna,
- całka Riemanna,
- rozmaitość riemannowska i rozmaitość pseudoriemannowska,
- hipoteza Riemanna,
- równania Cauchy’ego-Riemanna,
- tensor krzywizny Riemanna,
- Wektor Riemanna-Silbersteina.

Inne upamiętnienia nazewnicze:
- Riemann[26] – krater księżycowy ☾ 38,9°N 86,8°E/38,900000 86,800000
- (4167) Riemann – planetoida z pasa głównego asteroid[27]

List of things named after Bernhard Riemann zawiera ponad 70 eponimów.